# متلازمة الأكل الليلي
متلازمة الأكل الليلي (بالإنجليزية: NES Night eating syndrome)‏ هو اضطراب في الأكل، يتميز بنمط الحياة اليومية المتأخر في تناول الطعام. على الرغم من أن هناك درجة ما من الاعتلال المشترك مع اضطراب الإفراط في تناول الطعام،  لكنه يختلف عنه بأن كمية الطعام المستهلكة في المساء / الليل ليست بالضرورة ان تكون كبيرة ولا ان تشمل فقدان السيطرة على كمية الطعام المطلوبة. تم وصفه في الأصل من قبل الدكتور ألبرت ستنكارد في عام 1955  وهو متضمن حاليًا في فئة محددة أخرى من اضطرابات التغذية أو تناول الطعام في الدليل التشخيصي والإحصائي للاضطرابات النفسية. وقد اقترحت معايير البحوث التشخيصية  وتضمن فرط الاكل الليلي (النهم): (استهلاك 25 ٪ أو أكثر من إجمالي السعرات الحرارية اليومية بعد وجبة المساء) وتضمنت أيضا اليقظة الليلية وتناول الطعام مرتين أو أكثر في الأسبوع. يجب على الشخص أن يكون لديه وعي بالأكل الليلي لتمييزه عن اضطراب الأكل المرتبط بالنوم (SRED). يجب أن يكون هناك ثلاثة من خمسة أعراض مرتبطة أيضًا منها: فقدان الشهية في الصباح، وجود شعور يحث على تناول الطعام في المساء/الليل، الاعتقاد بأنه يجب على المرء أن يأكل من أجل العودة إلى النوم ليلاً، أو مزاج مكتئب و/أو صعوبة في النوم.
تؤثر متلازمة الأكل الليلي على كل من الرجال والنساء،  بين 1 و 2٪ من عموم السكان،  وحوالي 10٪ من الأفراد البدينين. عادةً ما يكون عمر البداية في مرحلة البلوغ المبكرة (تمتد من أواخر سنوات المراهقة إلى أواخر العشرينات) وغالبًا ما يدوم طويلاً،  نادراً ما يصاب الأطفال بهذه المتلازمة هذا وقدأظهر الأشخاص المصابون بأن لديهم علامات أعلى للاكتئاب وانخفاض في تقدير الذات، وقد ثبت أن المستويات الليلية لهرمونات الميلاتونين والليبتين قد انخفضت.
العلاقة بين متلازمة الأكل الليلي ومتلازمة النوم المضطرب في حاجة إلى مزيد من الدراسة. هناك جدل حول ما إذا كان ينبغي اعتبارهما مرضين منفصلين، أو جزء من سلسلة متصلة. واقترح تناول الأطعمة التي تحتوي على السيروتونين للمساعدة في علاج متلازمة الاكل الليلي  ولكن الأبحاث الأخرى تشير إلى أن النظام الغذائي في حد ذاته لا يمكنه رفع مستويات السيروتونين في الدماغ بشكل ملحوظ. بعض الأطعمة (على سبيل المثال، الموز  تحتوي على السيروتونين، لكنها لا تؤثر على مستويات السيروتونين في الدماغ،  والأطعمة المختلفة تحتوي على التريبتوفان، ولكن يجب أن يتم استكشاف مدى تأثيرها على مستويات السيروتونين في الدماغ بشكل علمي قبل الاستنتاجات. يمكن استخلاصها،  و «الفكرة الشائعة في الثقافة الشعبية، أن طعامًا عالي البروتين مثل الديك الرومي سيزيد من ترابتوفان الدماغ والسيروتونين، للأسف، كاذبة».

## الأمراض المصاحبة
في بعض الأحيان، تتداخل متلازمة الاكل الليلي (NES)مع الوزن الزائد. حيث تم العثور على ما يصل إلى 28 ٪ من الأفراد الذين يسعون إلى جراحة لتغيير شرايين المعدة يعانون من NES في دراسة واحدة. ومع ذلك، ليس كل الأفراد المصابين بـ NES يعانون من زيادة الوزن. وقد ارتبط تناول الطعام الليلي بمضاعفات السكري. يعاني العديد من الأشخاص المصابين بـ NES أيضًا من الشعور بالاكتئاب  واضطرابات القلق.